# Pariuri sportive
Pariurile sportive sunt în general o activitate de prezicere a rezultatelor sportive prin punerea unei mize pe eventualul rezultat al unui eveniment sportiv. 
Dintre toate jocurile de noroc, legalitatea și acceptarea generală a pariurilor sportive variază de la națiune la națiune și chiar de la regiune la regiune în cadrul aceleași țări.
Legea din 1994 cu privire la Protecția Sportului Profesionist și Amator din SUA, interzice desfășurarea operațiunilor de “pariuri ” pe întregul teritoriu al Statelor Unite ale Americii cu excepția statelor: Delaware, Nevada și Oregon. Dintre acestea, doar în statul Nevada se permite efectuarea de “pariuri sportive”.
În multe țări din Europa activitatea de acceptare a pariurilor sportive este foarte bine reglementată și este privită ca o activitate onestă. Partizanii pariurilor sportive privesc această activitate ca un hobby pentru fanii sportivi cărora le crește interesul prin efectuarea de pariuri pe anumite echipe, evenimente sportive sau jucători și astfel crește publicul spectator și telespectator.
Oponenții pariurilor sportive se tem că în spatele acestor argumente se amenință integritatea sportului amator și profesionist, prin existența a numeroase încercări reușite de „meciuri aranjate”. Cu toate acestea partizanii susțin faptul că toate casele de pariuri autorizate luptă împotriva corupției la fel de intens ca și organele guvernamentale și cele de aplicare a legii. Pe termen lung majoritatea pariorilor pierd iar casele de pariuri câștigă. Cu toate acestea există și pariori profesioniști care reușesc să-și facă un venit considerabil din activitatea de pariuri sportive.

## Tipuri de cote
În domeniul pariurilor sportive "cota" este un indice al unei oferte dintr-un eveniment sportiv și este reprezentat printr-un număr care face corespondența dintre posibilul câștig și miza pariată. Cotele de pariuri sunt stabilite de casele de pariuri în funcție de diverși algoritmi proprii. Până în prezent pe mapamond s-au evidențiat șase tipuri de cote:  cote tip European (format zecimal), cote tip Britanic (format fracționar), cote tip American,
cote tip Hong Kong, cote tip Indonezian și cote tip Malaezian.
Cota Europeana (formatul zecimal) este reprezentată printr-un număr pozitiv, mai mare sau cel puțin egal cu 1, și are în general 2 sau 3 zecimale. Ea reprezintă suma de bani pe care vi-o returnează casa de pariuri (profit + miza) în cazul unui eveniment câștigător și la care ați pariat o miză de o unitate (ex. 1 leu).
Cota Britanică (formatul fracționar) este reprezentată printr-un număr rațional (X/Y) indivizibil scris sub formă de fracție ordinară. Numitorul Y reprezintă miza în unități pe care trebuie s-o parieze pariorul, pentru a avea un profit de X unități în cazul unui eveniment câștigător. Se poate transforma foarte ușor în formatul zecimal 'calculând' fracția și adunând 1. 
Exemplu: o cotă de 1/4 în sistemul britanic înseamnă a rezolva calculul 1/4+1, adică 0.25+1, deci 1.25. O cotă de 3/1 înseamnă 3/1+1, adică 4.00. 
Cota Americană este reprezentată printr-un număr întreg negativ sau pozitiv. Când este un număr pozitiv, ea reprezintă profitul obținut ce se poate obține în cazul unui eveniment câștigător la care ați pariat o miză 100 unități (ex. 100 lei). Când este un număr negativ, ea reprezintă miza pe care trebuie s-o pariați pentru a avea un profit de 100 unități (ex. 100 lei) în cazul unui eveniment câștigător. 
Cota Hong Kong este reprezentată printr-un număr pozitiv, mai mare sau cel puțin egal cu 0, și are în general 2 sau 3 zecimale. Ea reprezintă profitul obținut în cazul unui eveniment câștigător și la care ați pariat o miză de o unitate (ex. 1 leu).
Cota Indoneziană este reprezentată printr-un număr întreg negativ sau pozitiv a cărei valoare absolută este mai mare sau egală cu 1, și are în general 2 sau 3 zecimale. Când este un număr pozitiv, ea reprezintă profitul obținut în cazul unui eveniment câștigător și la care ați pariat o miză de o unitate (ex. 1 leu). Când este un număr negativ, valoarea absolută a ei reprezintă miza pe care trebuie s-o pariați pentru a avea un profit de o unitate (ex. 1 leu) în cazul unui eveniment câștigător.
Cota Malaeziană este reprezentată printr-un număr întreg negativ sau pozitiv a cărei valoare absolută este mai mică sau egală cu 1, și are în general 2 sau 3 zecimale. Când este un număr pozitiv, ea reprezintă profitul obținut în cazul unui eveniment câștigător și la care ați pariat o miză de o unitate (ex. 1 leu). Când este un număr negativ, valoarea absolută a ei reprezintă miza pe care trebuie s-o pariați pentru a avea un profit de o unitate (ex. 1 leu) în cazul unui eveniment câștigător.
În următorul tabel se prezintă câteva exemple de cote și corespondența dintre ele:
| Cotă europeană | Cotă britanică | Cotă americană | Cotă Hong Kong | Cotă indoneziană | Cotă malaeziană |
| -------------- | -------------- | -------------- | -------------- | ---------------- | --------------- |
| 1,10           | 1/10           | -1000          | 0,10           | -10,00           | 0,10            |
| 1,30           | 3/10           | -333           | 0,30           | -3,33            | 0,30            |
| 1,50           | 1/2            | -200           | 0,50           | -2,00            | 0,50            |
| 1,70           | 7/10           | -142           | 0,70           | -1,42            | 0,70            |
| 1,90           | 9/10           | -111           | 0,90           | -1,11            | 0,90            |
| 2,00           | 1/1            | +100           | 1,00           | 1,00             | -1,00           |
| 3,00           | 2/1            | +200           | 2,00           | 2,00             | -0,50           |
| 10,00          | 9/1            | +900           | 9,00           | 9,00             | -0,11           |

## Tipuri de pariuri
Dacă ne referim la oferta de pariuri a caselor de pariuri care își oferă serviciile prin intermediul internetului putem face o clasificare a pariurilor după raportul dintre momentul punerii pariului și perioada de desfășurare a evenimentului. 
Astfel avem 'pariuri live' și 'pariuri clasice'.

### Pariuri live
Pariurile live sunt acele pariuri care sunt puse în perioada de desfășurare efectivă a evenimentului. Ele se mai numesc 'in-running bets', 'live betting', sau 'in-play betting'. Aceste tipuri de pariuri sportive au apărut pe piață doar în ultimii ani și le putem găsi doar la câteva case de pariuri din lume (de ordinul zecilor). În general la pariurile live se alege un pronostic simplu pe care se pariază. Deși termenul de 'live' se poate traduce cu 'pe viu', în mod practic nici o casă de pariuri nu oferă pariuri 'live' în adevăratul sens al cuvântului. Din momentul în care solicitați să vi se valideze pariul și până în momentul în care pariul dumneavoastră este acceptat de casa de pariuri trece un anumit 'timp de latență' în general cuprins între 4 și 8 secunde. Dacă în acest interval de timp nu se întâmplă nimic important în desfășurarea meciului, nu scade sau nu crește cota, aveți șanse ca pariul dvs. să fie acceptat. Unele case dau posibilitatea de acceptare a pariului (a mizei), și în cazul în care se schimbă cota, validându-se la ultima cotă (care poate fi diferită decât cea aleasă de dvs.). Pe parcursul desfășurării diferitelor tipuri de evenimente sportive există anumite perioade în care oferta de cote este blocată de casa de pariuri și nu se pot pune pariuri (ex. tenis, fotbal etc.). În general la evenimentele sportive în care se marchează un număr mare de puncte aceste blocări de cote sunt mai rare (ex. baschet, handbal etc.). În cazul pariurilor live pariorul are avantajul că poate vedea desfășurarea meciului la televizor (sau pe teren). Totuși acest avantaj nu se poate ridica niciodată la nivelul caselor de pariuri, care pe lângă faptul că primește informația în direct despre desfășurarea meciului mai repede decât un parior obișnuit (folosirea transmisiunilor TV terestre în locul celor via satelit, oameni detașați la meciuri), mai are câte un om specializat (bookmaker) care dirijează toate informațiile primite, printre care și mizele și cotele puse până la momentul respectiv.

### Pariuri clasice
Pariurile clasice sunt acele pariuri care se pot pune doar înaintea începerii efective a evenimentului. Aceste tipuri de pariuri sportive se pot plasa fie la o casă de pariuri online prin intermediul internetului, fie la agenții de pariuri unde se plătește cu bani în numerar, primindu-se în schimb un tichet cu pariul ales. Avantajul major la aceste tipuri de pariuri este dat prin prisma mizei maxime ce se poate pune pentru un pariu simplu. Dacă la pariurile live, mizele maxime admise nu depășesc în general valoarea a câtorva sute de dolari, la pariurile clasice aceste sume maxime riscate pot fi de cel puțin 10 ori mai mare.
Dacă ne referim la felul pariului ce se poate alege, se evidențiază în mod special 3 tipuri de pariuri și anume: pariuri directe, pariuri cu handicap și pariuri de total.

### Pariuri directe
Pariurile directe sunt acele pariuri prin care se alege câștigătorul partidei sau egalitatea la încheierea timpului regulamentar de joc. Fiecare casă de pariuri își definește timpul regulamentar de joc pentru diferite sporturi conform unor reguli proprii. Timpul regulamentar de joc diferă la multe dintre casele de pariuri în general pentru fotbal, baschet și hochei pe gheață.

### Pariuri cu handicap
Pariurile cu handicap sunt acele pariuri prin care se acordă un avantaj de puncte (sau subunități de puncte) echipei considerată de către casa de pariuri a fi în dezavantaj asfel încât cotele să fie echilibrate în jurul cotei de 2.00. 
Acesta cuantificare a dezavantajului poate să depindă de mai mulți factori cum ar fi: rezultatele statistice obținute de echipe în ultima perioadă; accidentările suferite de jucători importanți din echipe; dezechilibru major în sumele total pariate pe echipele combatante.
În oferta caselor de pariuri există oferte de pariuri cu handicapuri europene și oferte de pariuri cu handicapuri asiatice.
Handicapul European este un caz particular al Handicapului Asiatic prin faptul că este cu punct întreg și cu trei variante posibile.

### Pariuri de total
Pariurile de total sunt acele pariuri prin care se alege numărul de puncte totale înscrise în timpul regulamentar de desfășurare a evenimentului sportiv. Aceste tipuri de pariuri pot fi cu două evenimente posibile 'sub total' sau 'peste total' sau cu trei evenimente posibile 'sub total', 'peste total' și 'exact total'.
Multe case de pariuri au în oferta lor diverse alte tipuri de pariuri cum ar fi pentru: propuneri de pariuri; teasers; statistici etc.

### Pariuri cu miză returnabilă
Pariurile cu miză returnabilă sunt pariuri ce îți dau posibilitatea să îți protejezi cumva miza, să o primești înapoi în cazul în care evenimentul se încheie cu un anumit rezultat. Cel mai cunoscut la acest capitol este tipul de pariu "draw no bet" (miza se returnează în caz de egalitate în meci).

### Pariuri cu valoare
Termenul "pariuri cu valoare" sau "pariuri valoroase" este traducerea literară din limba engleză a expresiei "value bets", acest tip de pariu valoros totdeauna presupunând existența unei cote supra apreciate.
Definiție. Pariuri de valoare sunt selecții la evenimente sportive unde în opinia subiectivă al pariorului șansa de reușită, adică probabilitatea de reușită este mai mare decât probabilitatea matematică exprimată prin valoarea cotei oferite de către agenția de pariuri.
Formula de calcul a pariurilor valoroase:
Valoarea pariului: cota selecției * estimarea procentuală / 100 > 1
Exemplu. La aruncarea unei monede șansele evenimentelor posibile cap și pajură sunt 50-50%, iar cota echivalentă acestor evenimente este 2,00 (această cotă perezintă cota "true odds", adică cota conform probabilității calculat matematic). Astfel în exemplul nostru a paria cu valoare înseamnă acceptarea unei cote de peste 2,00 pentru un pariu și refuzarea cotelor mai mici de 2,00 pentru aceeași pariu. Evident, fiind vorba de un eveniment determinat statistic, nici o casă de pariuri nu va oferi o cotă de peste 2,00.
Trecând la pariuri sportive, aceste "true odds" nu pot fi calculate cu exactitate din cauza factoriilor multiple de influență, astfel fiecare parior poate avea propria sa evaluare în ceea ce privește șansele evenimentelor sportive. Acest tip de pariu poate fi una profitabilă pariorului dacă la anumite evenimente sportive evaluează mai corect șansele evenimentelor posibile decât agenția de pariuri și dacă este combinat cu alte sisteme de joc.

## Tipuri de bilete
Biletele cu pariurile alese pot fi simple sau multiple.
Biletele simple conțin un singur pariu.
Biletele multiple contin două sau mai multe pariuri (în general până la maxim 14). Acestea pot fi jucate în sistem predefinit sau combinat. Un bilet combinat iese câștigător atunci când toate pariurile conținute pe acel bilet sunt câștigătoare. Aceste tipuri de pariuri combinate se folosesc atunci când se urmărește câștigarea unui pot mare cu o sumă relativ mică investită.

## Scandaluri
Ministrul britanic al Sporturilor, Gerry Sutcliffe, a anunțat că în Marea Britanie va fi creat un organism însărcinat să supravegheze pariurile sportive suspecte.
"Integritatea și sportul trebuie să meargă mână în mână și tot ceea ce amenință această legătură trebuie să fie eradicat", a precizat directorul general al clubului Liverpool, Rick Parry, numit de guvernul britanic la conducerea acestui for.
Acest organism va fi format din profesioniști ai industriei de pariuri, polițiști, sportivi, suporteri, juriști și reprezentanți ai instanțelor sportive.
Anunțul creării acestui for intervine în momentul în care presa britanică a scris, miercuri, că există suspiciuni privind meciul din primul tur al turneului de la Wimbledon dintre austriacul Juergen Melzer, cap de serie numărul 26, și americanul Wayne Odesnik. Importante sume au fost pariate pe acest meci, câștigat de Melzer în trei seturi, o casă de pariuri locală fiind nevoită să suspende pariurile pe această partidă.
Presa britanică evocă, în mod regulat, suspiciuni privind diverse întâlniri sportive, însă, până în prezent, în ciuda unor anchete conduse de instanțele sportive, nu s-a descoperit niciun caz ilegal.